# Cuenco de sal
«Cuenco de sal» es un breve tema musical del músico argentino Luis Alberto Spinetta, interpretada por la banda Spinetta y los Socios del Desierto en el álbum homónimo (CD2) de 1997, primero de la banda y 25º en el que tiene participación decisiva Spinetta. 
Spinetta y los Socios del Desierto fue un trío integrado por Marcelo Torres (bajo), Daniel Wirtz (batería) y Luis Alberto Spinetta (guitarra y voz). En el tema participa Claudio Cardone, como músico invitado ejecutando teclados Kurzweil.
El tema consiste en un brevísimo fragmento instrumental de "El rebaño del pastor" -de cuyo primer verso toma el título- precedido de un juego vocal rítmico del diez segundos.

## Contexto
El tema pertenece al álbum doble Spinetta y los Socios del Desierto, el primero de los cuatro álbumes de la banda homónima, integrada por Luis Alberto Spinetta (voz y guitarra), Marcelo Torres (bajo) y Daniel Wirtz (batería). El trío había sido formada en 1994 a iniciativa de Spinetta, con el fin de volver a sus raíces roqueras, con una banda de garaje. Los Socios ganaron una amplia popularidad, realizando conciertos multitudinarios en Argentina y Chile.
El álbum doble Spinetta y los Socios del Desierto ha sido considerado como una "cumbre" de la última etapa creativa de Luis Alberto Spinetta. El álbum fue grabado en 1995, pero recién pudo ser editado en 1997, debido a la negativa de las principales compañías discográficas, a aceptar las condiciones artísticas y económicas que exigía Spinetta, lo que lo llevó a una fuerte confrontación pública con las mismas y algunos medios de prensa.
El disco coincide con un momento del mundo caracterizado por el auge de la globalización y las atrocidades de la Guerra de Bosnia -sobre la cual el álbum incluye un tema-. En Argentina coincide con un momento de profundo cambio social, con la aparición de la desocupación de masas -luego de más de medio siglo sin conocer el fenómeno, la criminalidad -casi inexistente hasta ese momento-, la desaparición de la famosa clase media argentina y la aparición de una sociedad fracturada, con un enorme sector precario y marginado, que fue la contracara del pequeño sector beneficiado que se autodenominó como los "ricos y famosos".

## El tema
Es la decimotercera pista del Disco 2 del álbum doble. El tema consiste en un brevísimo fragmento de "El rebaño del pastor" (pista #10 del Disco 2), precedido de un juego vocal rítmico del diez segundos. El título está tomado precisamente del primer verso de "El rebaño del pastor". El segundo álbum de Pescado Rabioso -banda muy conectada estilísticamente con Spinetta y los Socios del Desierto- (Pescado 2), contenía también fragmentos de grabaciones o juegos vocales, como "16" de Peteribí" y "Panadero ensoñado".
El crítico Daniel Amiano de La Nación lo describe como "una interrupción burlona, de esas que el Flaco hace hasta cuando habla, para quitar un poco de solemnidad al acto".